# Kobiecy kondom

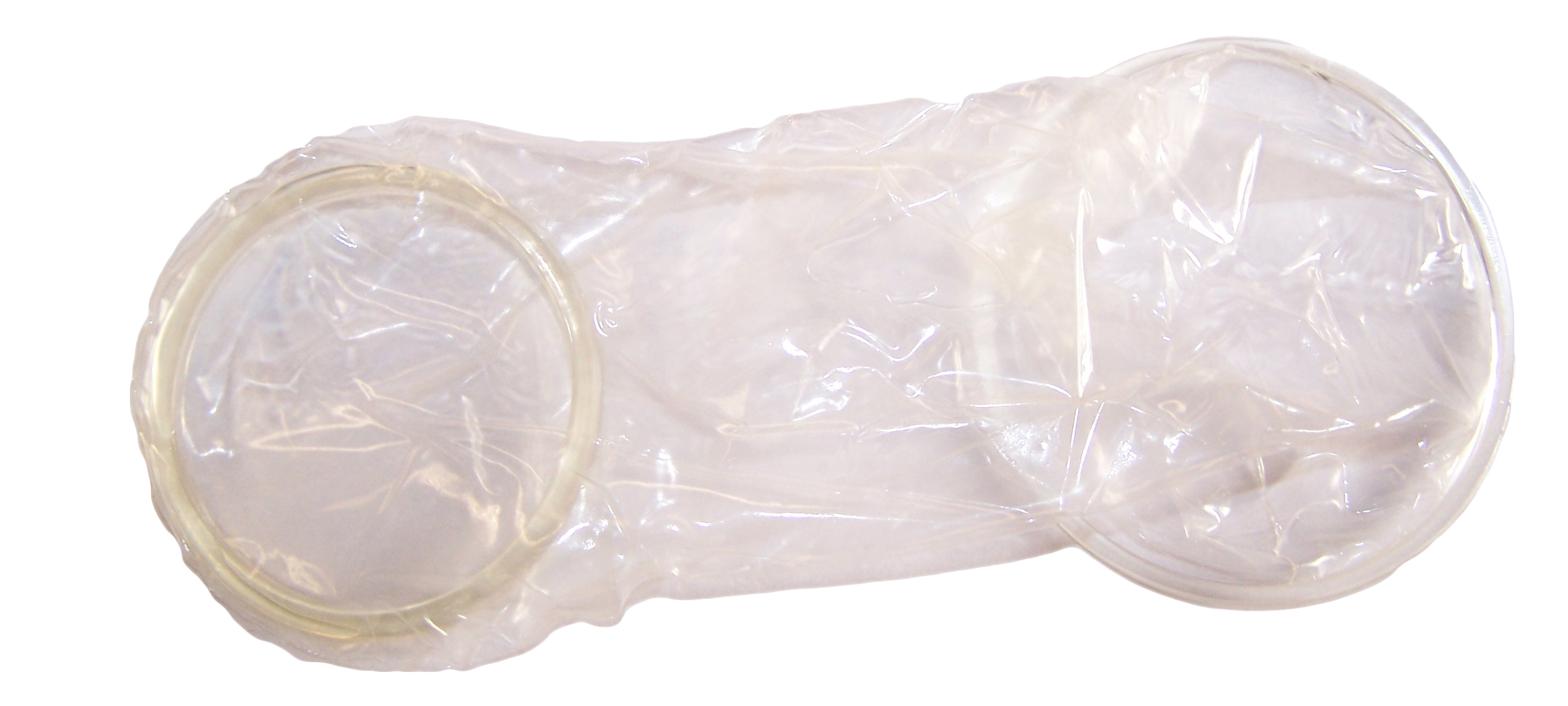
Typowy kobiecy kondom. Wewnętrzny (mniejszy) pierścień znajduje się po lewej stronie

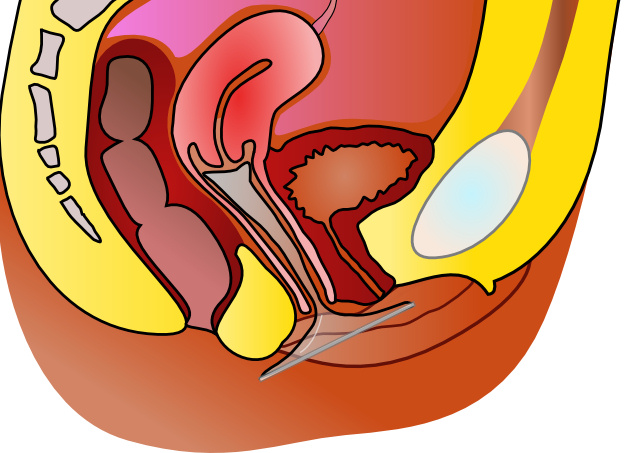
Ulokowanie prezerwatywy w pochwie. Uwidoczniono zewnętrzny pierścień umieszczony nad sromem

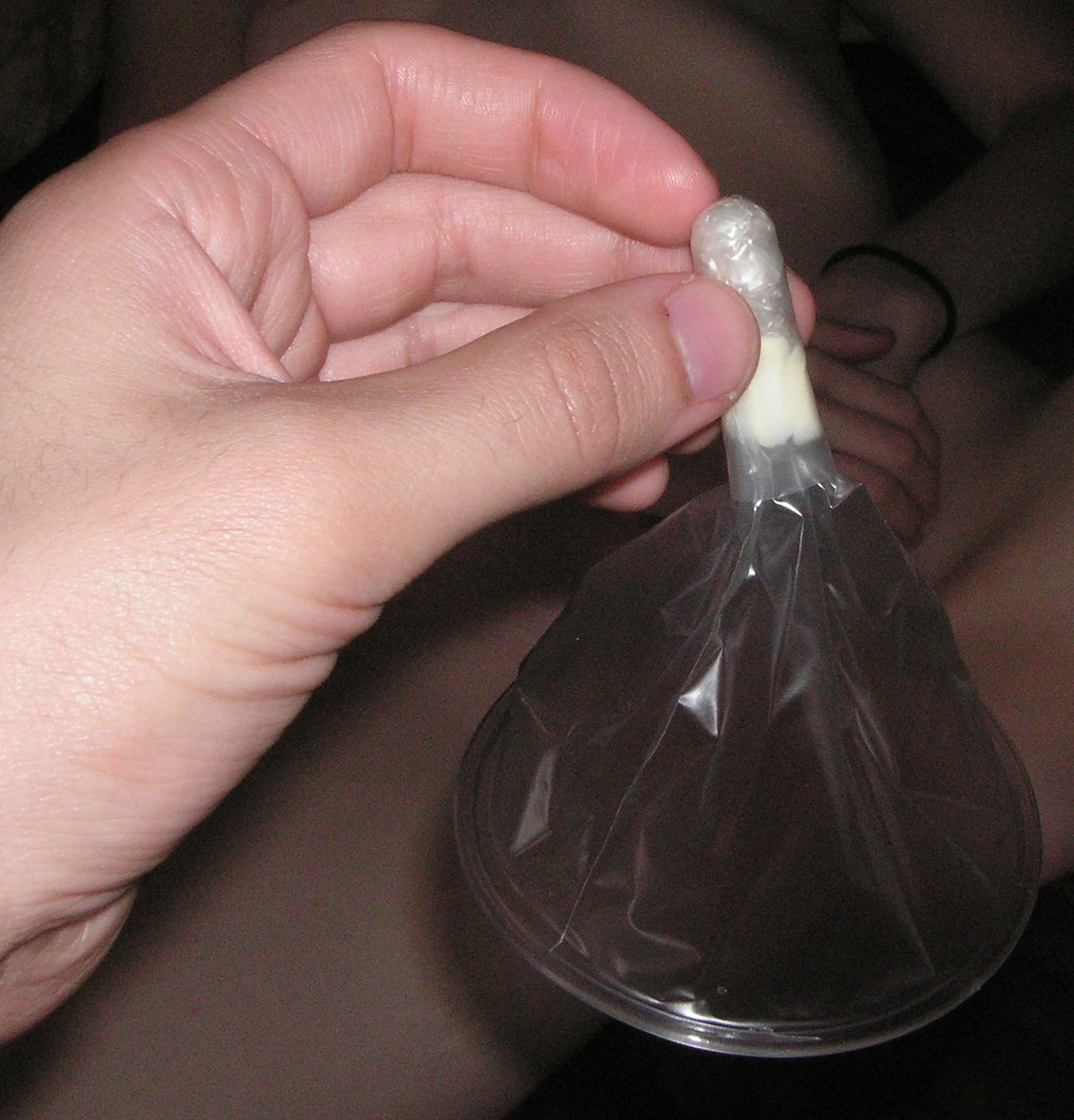
Nowoczesny kobiecy kondom, mający tylko jeden (zewnętrzny) pierścień, co zwiększa komfort stosunku mężczyznom z dużymi członkami. Końcówka (w kształcie tabletki) po wprowadzeniu do pochwy rozpuszcza się w ciągu kilku sekund, wytwarzając piankę, która „przykleja” kondom do ścian pochwy

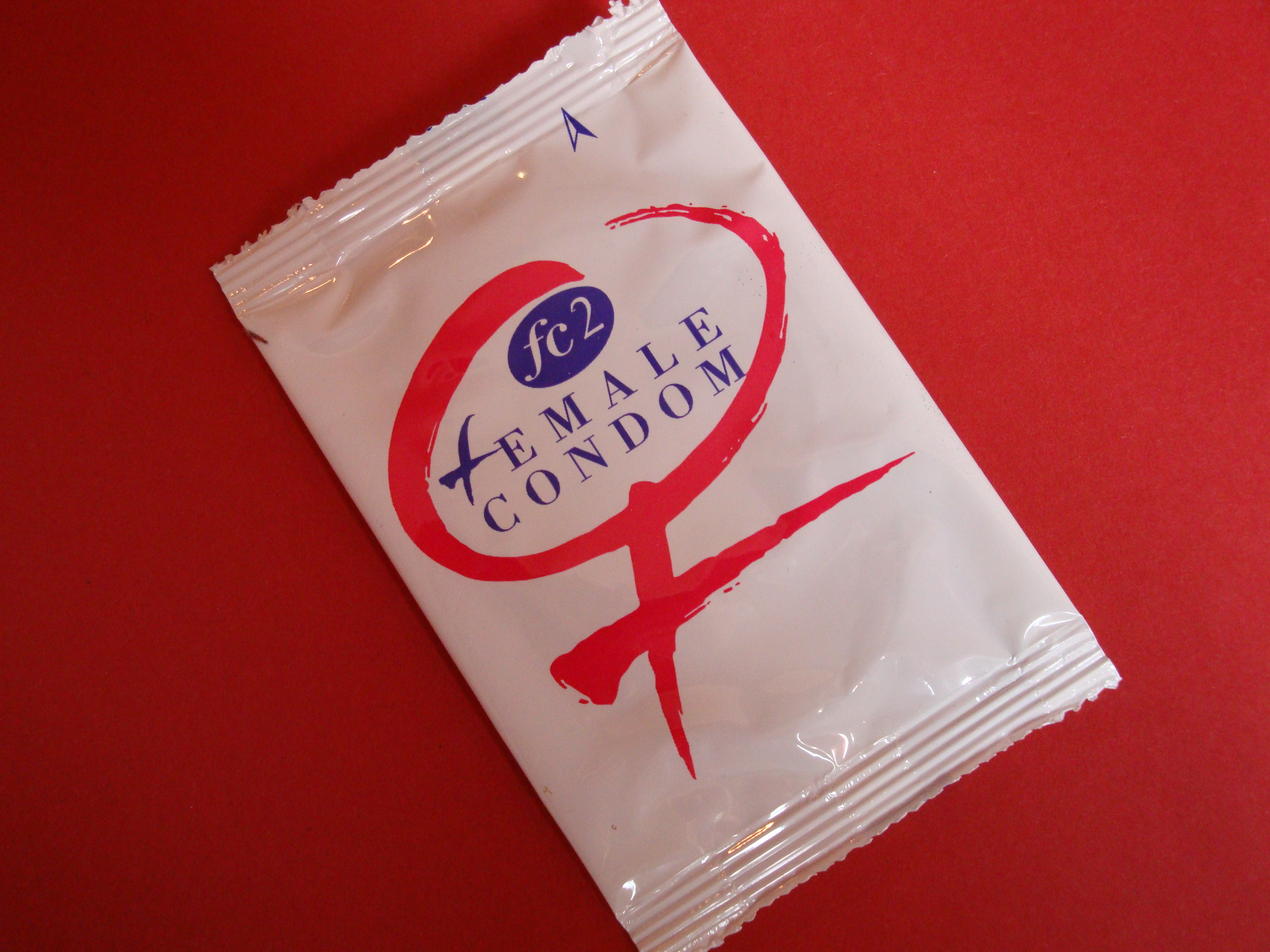
Opakowanie kobiecej prezerwatywy drugiej generacji (FC2)

Kobiecy kondom, kobieca prezerwatywa, prezerwatywa dla kobiet, prezerwatywa damska – mechaniczne urządzenie zakładane przed stosunkiem płciowym przez kobietę lub, w przypadku kontaktów homoseksualnych, przez partnera pasywnego. Kobiecy kondom zmniejsza ryzyko zajścia w ciążę oraz zarażenia się chorobami przenoszonymi drogą płciową (między innymi rzeżączką, kiłą i AIDS). Został wynaleziony w 1991 roku przez duńskiego lekarza Lasse Hessela i rozpowszechniony pod nazwą femidom. Prawdopodobieństwo zajścia w ciążę w ciągu roku wynosi 5–21%, w porównaniu do 85% przy braku antykoncepcji i 2–15% przy stosowaniu męskich prezerwatyw.

## Budowa i zalecenia
Kobiecy kondom jest cienką, miękką i przezroczystą, luźno pasującą koszulką z elastycznymi pierścieniami na każdym z końców. Wewnętrzny pierścień, umieszczony po zamkniętej stronie prezerwatywy, jest używany do jej prawidłowego umiejscowienia w pochwie i utrzymania podczas stosunku. Zewnętrzny pierścień, znajdujący się przy otwartej stronie zabezpieczenia, pozostaje na zewnątrz pochwy i zakrywa część sromu. Nie należy stosować jednocześnie kobiecej i męskiej prezerwatywy. Żeński kondom może być używany również podczas seksu analnego, zarówno przez kobiety, jak i mężczyzn. 
Wyróżnia się dwie generacje kobiecych kondomów. Pierwsza, tzw. FC1 (ang. female condom 1), wytwarzana była z poliuretanów od 1991. Obecnie jest praktycznie całkowicie wyparta przez nowsze rozwiązania. Druga generacja, FC2 (ang. female condom 2), miała na celu wyeliminowanie występującego w prezerwatywach pierwszej generacji rozpraszającego szelestu oraz zmniejszenie kosztów produkcji przy zachowaniu dotychczasowej skuteczności. Kondomy generacji FC2 są produkowane z syntetycznych nitryli (od 2005) i naturalnego lateksu (od 2009). 
Prezerwatywy drugiej generacji zostały zatwierdzone przez amerykańską Agencję Żywności i Leków oraz Światową Organizację Zdrowia, a także wprowadzone do użytku przez agendy ONZ, w szczególności Fundusz Ludnościowy Narodów Zjednoczonych.

Prezerwatywy nitrylowe sprzedawane są pod nazwami Reality, Femidom, Dominique, Femy, Myfemy, Protectiv i Care, natomiast lateksowe pod nazwami Reddy, V Amour, L'amour, VA WOW Feminine condom i Sutra.

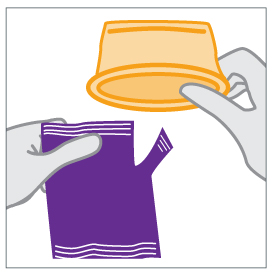
Sposób użycia
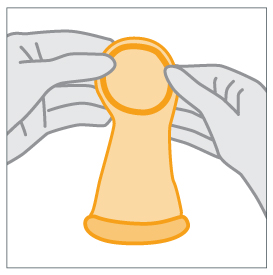
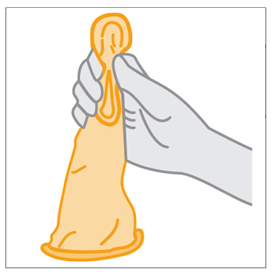
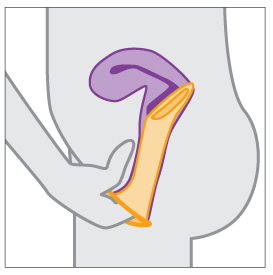
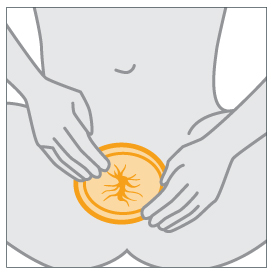
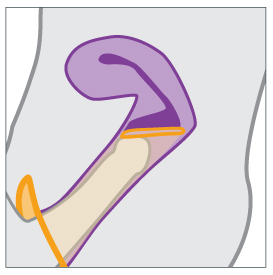